# Acrophylax vernalis
Acrophylax vernalis är en nattsländeart som beskrevs av Dziedzielewicz 1912. Acrophylax vernalis ingår i släktet Acrophylax och familjen husmasknattsländor. Utöver nominatformen finns också underarten A. v. lacustris.